# Carrie (franquia)
Carrie (no Brasil, Carrie, a estranha; em Portugal, Carrie) é uma franquia americana de mídia de terror, baseada no romance homônimo de 1974 do autor Stephen King. Consiste em quatro filmes, um musical da Broadway e um especial de televisão. A franquia gira em torno de Carrie White, uma garota tímida e desajustada, que é intimidada com frequência por sua mãe Margaret, uma fanática religiosa, que depois de ser levada ao limite durante o seu baile de formatura no ensino médio, usa seus poderes telecinéticos recém-descobertos para se vingar daqueles que a atormentam.

## Romance
No romance, que foi o primeiro trabalho de King, Carietta (Carrie) Nadine White, uma garota tímida um pouco acima do peso, impopular e sem amigos, é geralmente intimidada e abusada por sua mãe Margaret, uma fanática religiosa instável que pensa que quase tudo pode ser pecaminoso. O livro descreve um estranho incidente em que ela exibiu sinais de telecinesia quando criança, antes de focar nela quando adolescente no ensino médio; quando ela toma banho pela primeira vez, ela entra em pânico, pois sua mãe nunca a ensinou a se preparar para a sua primeira menstruação. As garotas populares Christine Hargensen e Susan Snell lideram as outras garotas para cantar "bota a rolha". Enquanto olham para Carrie, algumas delas até jogam absorventes internos nela, confundindo ainda mais Carrie, que acredita estar morrendo. A professora de educação física, Rita Desjardin, pune as meninas com uma semana de detenção e suspende Chris quando ela se recusa a obedecer. Desjardin também manda Carrie voltar para casa com Margaret, acreditando que Carrie deveria confrontar sua mãe sobre nunca ter sido ensinada sobre menstruação. Margaret tranca Carrie no 'armário de oração', pois Margaret acredita que a menstruação é um símbolo de um pecado sexual por parte de Carrie. No entanto, ela deixa Carrie sair muito mais cedo do que normalmente, e Carrie acredita que é porque sua mãe está ciente de que ela tem consciência de seus próprios poderes.
Enquanto isso, Chris sente que não deveria ser suspensa e decide se vingar de Carrie. Sue, entretanto, se sente mal por sua participação no incidente e quer se desculpar, mas está nervosa demais para fazer isso. Sue diz ao namorado Thomas Ross para convidar Carrie para o baile, observando que Carrie tem uma queda por ele “como metade das meninas da escola”. Carrie originalmente pensa que o convite era uma forma de engana-la, mas Tommy implora, e Carrie percebe que seu convite é genuíno e aceita; ela então costura um lindo vestido branco para o baile. Enquanto isso, Chris e seu namorado Billy Nolan coletam sangue de porco em um balde e o penduram no palco do auditório. Chris então pede a sua amiga Tina Blake para fazer cédulas falsas de Rainha do Baile com o nome de Carrie, para que o sangue caia sobre Carrie e a humilhe. Na noite do baile, Margaret inicialmente proíbe Carrie de ir ao baile, alegando que Tommy e os outros vão rir dela, mas Carrie está cansada de sua mãe controlar sua vida e a empurra para o 'armário de oração' com seus poderes. No baile, quando Tommy e Carrie são eleitos rei e rainha do baile, Chris derrama o sangue do animal morto em Carrie e todos dão risada dela, mas no processo, o balde que contém o sangue atinge Tommy na cabeça, fazendo-o morrer devido à perda de sangue.
Carrie foge triste, mas depois se lembra de seus poderes e tranca as portas do local onde acontece o baile com todos ali dentro. Ela se perde em seu momento de vingança e provoca um incêndio na escola. Ela também frustra qualquer tentativa de apagar o fogo, matando vários alunos e professores. Carrie volta para casa, destruindo a cidade pelo caminho, onde Margaret conta a Carrie como ela foi concebida: por meio de uma forma bizarra de estupro conjugal. Margaret então chega à conclusão de que os poderes de Carrie vêm de Satanás e a esfaqueia com uma faca. Carrie para telecineticamente o coração de Margaret na tentativa de se salvar, mas imediatamente se arrepende disso e de tudo o que fez. Carrie tenta fugir, mas está sangrando tanto por causa da facada que mal consegue andar. Sue encontra Carrie e, após uma breve conversa telepática, Carrie perdoa Sue. Logo depois, Carrie morre chorando pela mãe.

## Filmes
| Filme              | Data de lançamento    | Diretor(es)     | Roteirista(s)                              | Produtor(es)                   |
| ------------------ | --------------------- | --------------- | ------------------------------------------ | ------------------------------ |
| Carrie             | 3 de novembro de 1976 | Brian De Palma  | Lawrence D. Cohen                          | Paul Monash                    |
| The Rage: Carrie 2 | 12 de março de 1999   | Katt Shea       | Rafael Moreu                               | Paul Monash                    |
| Carrie             | 4 de novembro de 2002 | David Carson    | Bryan Fuller                               | David Carson e Stephen Geaghan |
| Carrie             | 18 de outubro de 2013 | Kimberly Peirce | Lawrence D. Cohen e Roberto Aguirre-Sacasa | Kevin Misher                   |

## Televisão

### Especial
| Televisão                      | Data de lançamento  | Diretor(es) | Roteirista(s)                      | Produtor(es)                                                           |
| ------------------------------ | ------------------- | ----------- | ---------------------------------- | ---------------------------------------------------------------------- |
| Riverdale: A Night to Remember | 18 de abril de 2018 | Jason Stone | Tessa Williams e Arabella Anderson | Jon Goldwater, Greg Berlanti, Sarah Schechter e Roberto Aguirre-Sacasa |

Um especial de televisão da série Riverdale da The CW, baseado em Carrie: The Musical, do episódio da segunda temporada da série intitulado "Chapter Thirty-One: A Night to Remember". O elenco da série retratou os personagens do musical, também com seus respectivos personagens da Archie Comics da série. "A Night to Remember" também fez referências ao filme de 1976.

### Minisséries
Em dezembro de 2019, o Collider informou que uma nova adaptação, uma minissérie, estaria em desenvolvimento na FX e na MGM Television.

### Projetos cancelados
Uma série de televisão que serviu de continuação para o filme de 2002 estava em desenvolvimento pela NBC, mas foi cancelada, devido à baixa audiência do filme.

## Elenco e personagens
| Personagem                        | Filme                                  | Filme                      | Filme                                 | Filme                            | Musical                                    | Musical                                     | Especial de televisão                                                    |          |
| Personagem                        | Carrie                                 | The Rage: Carrie 2         | Carrie                                | Carrie                           | (Broadway) Carrie                          | (Off-Broadway Revival) Carrie               | Riverdale: A Night to Remember                                           |          |
| Personagem                        | 1976                                   | 1999                       | 2002                                  | 2013                             | 1988                                       | 2012                                        | 2018                                                                     |          |
| O elenco                          | O elenco                               | O elenco                   | O elenco                              | O elenco                         | O elenco                                   | O elenco                                    | O elenco                                                                 | O elenco |
| --------------------------------- | -------------------------------------- | -------------------------- | ------------------------------------- | -------------------------------- | ------------------------------------------ | ------------------------------------------- | ------------------------------------------------------------------------ | -------- |
| Carietta "Carrie" White           | Sissy Spacek                           | Sissy SpacekA              | Angela BettisJodelle FerlandJ         | Chloë Grace MoretzSkyler WexlerJ | Linzi Hateley                              | Molly Ranson                                | Madelaine Petsch (como Cheryl Blossom)Emilija Baranac (como Midge Klump) |          |
| Margaret White                    | Piper Laurie                           | Piper LaurieA              | Patricia Clarkson                     | Julianne Moore                   | Betty Buckley                              | Marin Mazzie                                | Mädchen Amick (como Alice Cooper)                                        |          |
| Susan "Sue" Snell                 | Amy Irving                             | Amy Irving                 | Kandyse McClure                       | Gabriella Wilde                  | Sally Ann Triplett                         | Christy Altomare                            | Lili Reinhart (como Betty Cooper)                                        |          |
| Rita Desjardin                    | Betty Buckley (como Senhorita Collins) |                            | Rena Sofer (como Senhorita Desjarden) | Judy Greer                       | Darlene Love (como Senhorita Miss Gardner) | Carmen Cusack (como Senhorita Miss Gardner) | Ashleigh Murray (como Josie McCoy e Senhorita Gardner)                   |          |
| Tommy Ross                        | William Katt                           | William KattA              | Tobias Mehler                         | Ansel Elgort                     | Paul Gyngell                               | Derek Klena                                 | KJ Apa (como Archie Andrews)                                             |          |
| Chris Hargensen                   | Nancy Allen                            | Nancy AllenA               | Emilie de Ravin                       | Portia Doubleday                 | Charlotte d'Amboise                        | Jeanna de Waal                              | Camila Mendes (como Veronica Lodge)                                      |          |
| Billy Nolan                       | John Travolta                          |                            | Jesse Cadotte                         | Alex Russell                     | Gene Anthony Ray                           | Ben Thompson                                | Jordan Calloway (como Chuck Clayton)                                     |          |
| Norma Watson                      | P. J. Soles                            | P. J. SolesA               | Meghan Black                          |                                  | Aparece como conjunto                      | Aparece como conjunto                       | Vanessa Morgan (como Toni Topaz e Norma)                                 |          |
| Helen Shyres                      | Edie McClurg                           |                            | Chelan Simmons                        | Mencionada                       | Aparece como conjunto                      | Aparece como conjunto                       | Shannon Purser (como Ethel Muggs e Helen)                                |          |
| Rachel Lang                       |                                        | Emily BerglKayla CampbellJ |                                       |                                  |                                            |                                             |                                                                          |          |
| Barbara Lang                      | Mencionada                             | J. Smith-Cameron           |                                       |                                  |                                            |                                             |                                                                          |          |
| Jesse Ryan                        |                                        | Jason London               |                                       |                                  |                                            |                                             |                                                                          |          |
| Mark Bing                         |                                        | Dylan Bruno                |                                       |                                  |                                            |                                             |                                                                          |          |
| Eric Stark                        |                                        | Zachery Ty Bryan           |                                       |                                  |                                            |                                             |                                                                          |          |
| Monica Jones                      |                                        | Rachel Blanchard           |                                       |                                  |                                            |                                             |                                                                          |          |
| Tracy Campbell                    |                                        | Charlotte Ayanna           |                                       |                                  |                                            |                                             |                                                                          |          |
| Brad Winters                      |                                        | Justin Urich               |                                       |                                  |                                            |                                             |                                                                          |          |
| Personagens de apoio              |                                        |                            |                                       |                                  |                                            |                                             |                                                                          |          |
| Principal Morton                  | Stefan Gierasch                        | Stefan GieraschA           | Laurie Murdoch                        | Barry Shabaka Henley             |                                            |                                             |                                                                          |          |
| Eleanor Snell                     | Priscilla Pointer                      | Priscilla PointerA         | Mencionada                            | Cynthia Preston                  |                                            |                                             |                                                                          |          |
| Mr. Fromm                         | Sydney Lassick                         | Sydney LassickA            |                                       |                                  |                                            |                                             |                                                                          |          |
| Freddy DeLois                     | Michael Talbott                        |                            |                                       |                                  | Aparece como conjunto                      | Aparece como conjunto                       |                                                                          |          |
| George                            | Harry Gold                             | Harry GoldA                |                                       | Demetrius Joyette                | Aparece como conjunto                      | Aparece como conjunto                       |                                                                          |          |
| Frank Geen / Freddy Holt The Beak | Doug Cox                               |                            |                                       | Connor Price                     |                                            |                                             | Cole Sprouse (como Jughead Jones)                                        |          |
| Cora Wilson                       | Cindy Daly                             |                            |                                       |                                  |                                            |                                             |                                                                          |          |
| Rhonda Wilson                     | Deirdre Berthrong                      |                            |                                       |                                  |                                            |                                             |                                                                          |          |
| Frieda Jason                      | Noelle North                           | Noelle NorthA              |                                       | Mencionada                       | Aparece como conjunto                      | Aparece como conjunto                       |                                                                          |          |
| Kenny Garson                      | Rory Stevens                           |                            | Miles Meadows                         | Kyle Mac                         |                                            |                                             |                                                                          |          |
| Tommy Erbter                      | Cameron De PalmaBetty BuckleyV         |                            | Andrew Robb                           | Tyler Rushton                    |                                            |                                             |                                                                          |          |
| Lisa Parker                       |                                        | Mena Suvari                |                                       |                                  |                                            |                                             |                                                                          |          |
| Chuck Potter                      |                                        | Eli Craig                  |                                       |                                  |                                            |                                             |                                                                          |          |
| Arnold                            |                                        | Eddie Kaye Thomas          |                                       |                                  |                                            |                                             |                                                                          |          |
| Boyd                              |                                        | John Doe                   |                                       |                                  |                                            |                                             |                                                                          |          |
| Emilyn                            |                                        | Kate Skinner               |                                       |                                  |                                            |                                             |                                                                          |          |
| Ralph White                       | Mencionado                             | Mencionado                 |                                       |                                  |                                            |                                             |                                                                          |          |
| Jackie Talbot                     |                                        |                            | Malcolm Scott                         | Max Topplin                      |                                            |                                             |                                                                          |          |
| Tina Blake                        |                                        |                            | Katharine Isabelle                    | Zoë Belkin                       |                                            |                                             |                                                                          |          |
| John Hargensen                    |                                        |                            | Michael Kopsa                         | Hart Bochner                     |                                            |                                             |                                                                          |          |
| Detective John Mulcahey           |                                        |                            | David Keith                           |                                  |                                            |                                             |                                                                          |          |
| Nicki Watson                      |                                        |                            |                                       | Karissa Strain                   |                                            |                                             |                                                                          |          |
| Lizzy Watson                      |                                        |                            |                                       | Katie Strain                     |                                            |                                             |                                                                          |          |
| Heather                           |                                        |                            |                                       | Samantha Weinstein               |                                            |                                             |                                                                          |          |
| Erika                             |                                        |                            |                                       | Mouna Traoré                     |                                            |                                             |                                                                          |          |
| Mr. Ulmann                        |                                        |                            |                                       | Jefferson Brown                  |                                            |                                             |                                                                          |          |
| Mr. Stephens                      |                                        |                            |                                       |                                  |                                            | Wayne Alan Wilcox                           |                                                                          |          |
| Stokes                            |                                        |                            |                                       |                                  | Aparece como conjunto                      | Aparece como conjunto                       |                                                                          |          |
| Kevin Keller                      |                                        |                            |                                       |                                  |                                            |                                             | Casey Cott                                                               |          |
| Fred Andrews                      |                                        |                            |                                       |                                  |                                            |                                             | Luke Perry                                                               |          |
| Penelope Blossom                  |                                        |                            |                                       |                                  |                                            |                                             | Nathalie Boltt                                                           |          |
| Hiram Lodge                       |                                        |                            |                                       |                                  |                                            |                                             | Mark Consuelos                                                           |          |
| Hal Cooper                        |                                        |                            |                                       |                                  |                                            |                                             | Lochlyn Munro                                                            |          |

## Equipe adicional e detalhes de produção
| Papel                     | Filmes         | Filmes                        | Filmes                                                            | Filmes                                                | Especial de televisão                                                             |
| Papel                     | Carrie         | The Rage: Carrie 2            | Carrie                                                            | Carrie                                                | Riverdale: A Night to Remember                                                    |
| Papel                     | 1976           | 1999                          | 2002                                                              | 2013                                                  | 2018                                                                              |
| ------------------------- | -------------- | ----------------------------- | ----------------------------------------------------------------- | ----------------------------------------------------- | --------------------------------------------------------------------------------- |
| Música                    | Pino Donaggio  | Danny B. Harvey               | Laura Karpman                                                     | Marco Beltrami                                        | Blake Neely Sherri Chung                                                          |
| Cinematografia            | Mario Tosi     | Donald M. Morgan              | Victor Goss                                                       | Steve Yedlin                                          | Brendan Uegama                                                                    |
| Edição                    | Paul Hirsch    | Richard Nord                  | Jeremy Presner                                                    | Lee Percy                                             | Gaston Jaren Lopez                                                                |
| Companhia(s) produtora(s) | Red Bank Films | United Artists Red Bank Films | MGM Television MGM Home Entertainment Trilogy Entertainment Group | Misher Films Screen Gems Metro-Goldwyn-Mayer Pictures | Archie Comics Berlanti Productions CBS Television Studios Warner Bros. Television |
| Distribuição              | United Artists | Metro-Goldwyn-Mayer           | NBC                                                               | Sony Pictures Releasing                               | The CW                                                                            |
| Duração                   | 98 min         | 105 min                       | 132 min                                                           | 99 min                                                | 42 min                                                                            |

## Recepção

### Desempenho de bilheteria
| Filme              | Data de lançamento    | Bilheteria bruta | Bilheteria bruta   | Bilheteria bruta | Orçamento     | Ref.  |
| Filme              | Data de lançamento    | América do Norte | Outros territórios | Mundialmente     | Orçamento     | Ref.  |
| ------------------ | --------------------- | ---------------- | ------------------ | ---------------- | ------------- | ----- |
| Carrie             | 3 de novembro de 1976 | $33,800,000      | —                  | $33,800,000      | $1.8 milhões  | [ 4 ] |
| The Rage: Carrie 2 | 12 de março de 1999   | $17,762,705      | —                  | $17,762,705      | $21 milhões   | [ 5 ] |
| Carrie             | 18 de outubro de 2013 | $35,266,619      | $49,524,059        | $84,790,678      | $30 milhões   | [ 6 ] |
| Total              | Total                 | $86,829,324      | $49,524,059        | $136,353,383     | $52.8 milhões |       |

### Resposta crítica e pública
| Título                         | Rotten Tomatoes      | Metacritic         | CinemaScore     |
| Série de filmes                | Série de filmes      | Série de filmes    | Série de filmes |
| ------------------------------ | -------------------- | ------------------ | --------------- |
| Carrie                         | 93% (67 avaliações)  | 85 (14 avaliações) | —               |
| The Rage: Carrie 2             | 19% (36 avaliações)  | 42 (21 avaliações) | C+              |
| Carrie                         | 20% (10 avaliações)  | —                  | —               |
| Carrie                         | 50% (183 avaliações) | 53 (34 avaliações) | B−              |
| Título                         | Rotten Tomatoes      | Metacritic         | CinemaScore     |
| Especial de televisão          |                      |                    |                 |
| Riverdale: A Night to Remember | 100% (14 avaliações) | —                  | —               |

## Música

### Musical
Em 1988, uma adaptação de Carrie para a Broadway foi produzida, onde recebeu críticas contundentes. Foi finalizada após 16 prévias e 5 apresentações. Um revival Off-Broadway teve estreias em 1º de janeiro de 2012 e foi inaugurado oficialmente em 1º de março de 2012. Teve sua finalização em 8 de abril do mesmo ano.

### Trilhas sonoras
| Título                                                                            | Data de lançamento     | Duração | Executado por       | Gravadora              |
| --------------------------------------------------------------------------------- | ---------------------- | ------- | ------------------- | ---------------------- |
| Carrie: Original Motion Picture Soundtrack                                        | 1976                   | 36:02   | Pino Donaggio       | United Artists Records |
| The Rage: Carrie 2 - Music from and Inspired by United Artists Motion Picture     | 23 de março de 1999    | 55:14   | Vários artistas     | Edel Records           |
| Carrie: Music from the NBC Movie Event                                            | 2002                   | —       | Vários artistas     | —                      |
| Carrie: The Musical (Premiere Cast Recording)                                     | 25 de setembro de 2012 | 1:10:29 | Vários artistas     | Ghostlight Records     |
| Carrie: Music from the Motion Picture                                             | 11 de outubro de 2013  | 50:27   | Vários artistas     | Columbia Records       |
| Carrie: Original Motion Picture Soundtrack                                        | 15 de outubro de 2013  | 48:57   | Marco Beltrami      | Classical Sony         |
| Riverdale: Special Episode - Carrie: The Musical (Original Television Soundtrack) | 19 de abril de 2018    | 26:38   | Elenco de Riverdale | WaterTower Music       |